# EVTOL

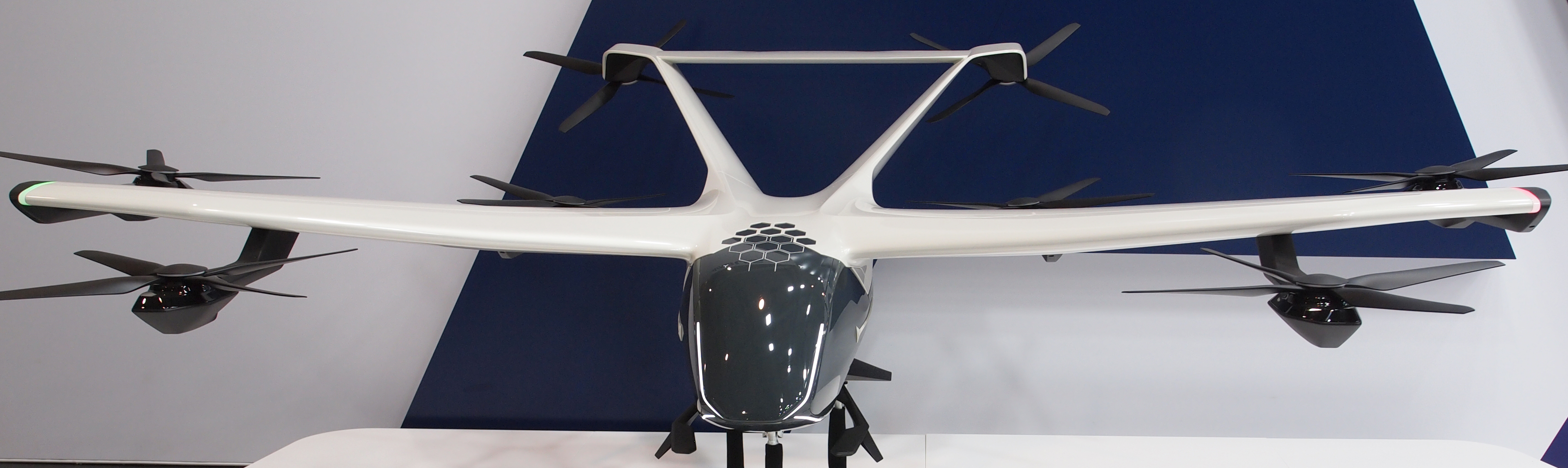
EVTOL飛機

eVTOL飛機（全稱電動垂直起降飛機，英文：electric Vertical Take-off and Landing aircraft）是一種利用電力驅動實現垂直起降的新型航空器，屬於垂直起降飛行器（VTOL）的技術分支:1–2。其發展主要基於電動推進系統的突破，包括電動馬達、蓄電池、燃料電池及電子控制器等核心技術的進步，同時配合先進空中交通（AAM）與城市空中交通（UAM）對環保、低噪音飛行器的需求。相較傳統燃油航空器，電動與混合動力推進系統（EHPS）能顯著降低運營成本，成為其商業化潛力的關鍵因素。:1–2

## 發展
eVTOL產業生態呈現多元化發展，參與者包括：
- 傳統航空製造商：如空中巴士、波音（曾開發太陽能無人eVTOL概念系統）[2]、巴西航空工業（通過子公司Eve Air Mobility進軍市場）、本田、現代汽車及豐田等跨領域企業；
- 新創公司：如專注空中的士的Joby Aviation、Archer Aviation，中國的億航智能（EHang），以及德國的Volocopter；
- 合資企業：例如波音與谷歌創始人拉里·佩奇旗下Kitty Hawk共同成立的Wisk Aero。

## 設計應用
eVTOL依設計構型可分為多旋翼型、升力巡航型、傾轉旋翼型及矢量推力型四大類，其共同特點包括：
- 環境友善：巡航階段噪音約50分貝，且實現零直接碳排放；
- 操作彈性：無需傳統跑道，適合都會區高樓間起降；
- 成本優勢：電力系統維護簡化，預估每座位營運成本可低於直升機50%。

目前領先機型如億航EH216-S已於2023年取得全球首張無人駕駛載人eVTOL適航認證，標誌技術成熟度提升。然而大規模商用仍面臨鋰電池能量密度限制、極端天氣適應性，以及低空交通管理系統整合等挑戰。

## 未來展望
隨着低空經濟政策推進，eVTOL預計將應用於：
1. 都會區通勤（如10-50公里短途運輸）
2. 緊急醫療後送
3. 物流配送網絡

部分國家已展開基礎設施試點，例如美國「先進空中交通國家藍圖」及歐盟「城市空中交通倡議」（UAM Initiative），推動與現有交通體系的多式聯運整合。